# Hermann Christian Neupert
Hermann Christian Neupert (* 2. September 1801 in Norden (Ostfriesland); † 14. September 1857 in Aurich) war ein deutscher Jurist und Politiker.

## Leben
Als Sohn eines Oberpostmeisters geboren, ging Neupert auf das Gymnasium Aurich. Im Anschluss studierte er Rechtswissenschaften in Göttingen und Berlin. Während seines Studiums wurde er 1820 Mitglied des Corps Frisia Göttingen.
1826 wurde er Auditor in Emden und 1828 in Aurich. 1837 war er in Aurich als Kanzleiassessor und Stadtverordneter tätig. 1839 wurde er Advokat und 1844 landwirtschaftlicher Administrator. 1847 wurde er Landrat.
Politisch aktiv war er 1848 als Mitglied der Zweiten Kammer und von 1849 bis 1855 als Mitglied der Ersten Kammer der Hannoverschen Ständeversammlung.
Sein Bruder war der Jurist und Politiker Johann Georg Neupert.